# Lu Zhi
Lu Zhi (traditioneel Chinees: 陸治; 1496–1576) was een Chinees kunstschilder, kalligraaf en dichter uit de Wu-school tijdens de Ming-dynastie. Zijn omgangsnaam was Shuping (叔平) en zijn artistieke naam Baoshanzi (包山子).
Lu was geboren in Wuxian, het huidige Suzhou in de provincie Jiangsu. Hij specialiseerde zich in shan shui-landschappen en vogel- en bloemschilderingen. In zijn schilderkunst volgde Lu de stijl van Wen Zhengming (1470–1559) en in zijn zijn kalligrafie die van Zhu Yunming (1461–1527).

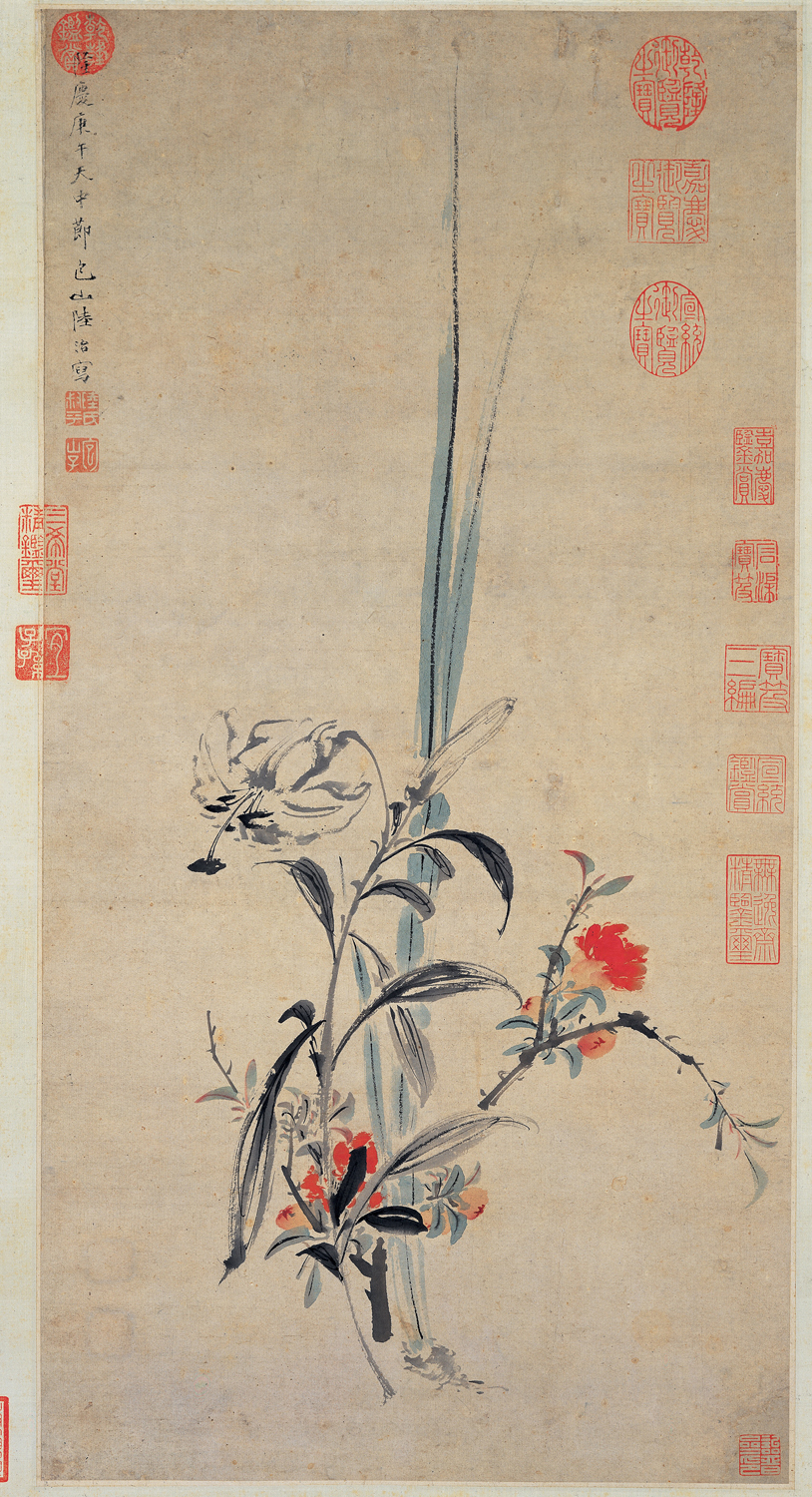
Intiem tafereel van granaatappelbloesem, collectie Nationaal Paleismuseum
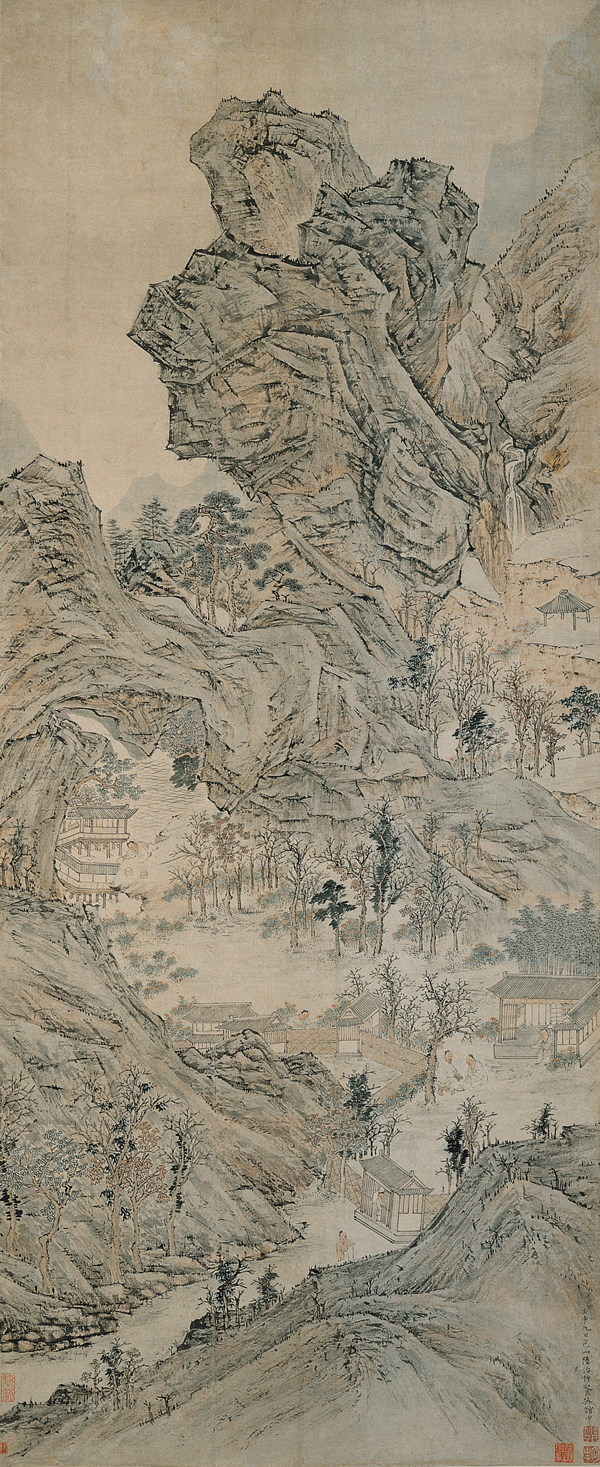
De Canying-hal, collectie Kimbell Art Museum
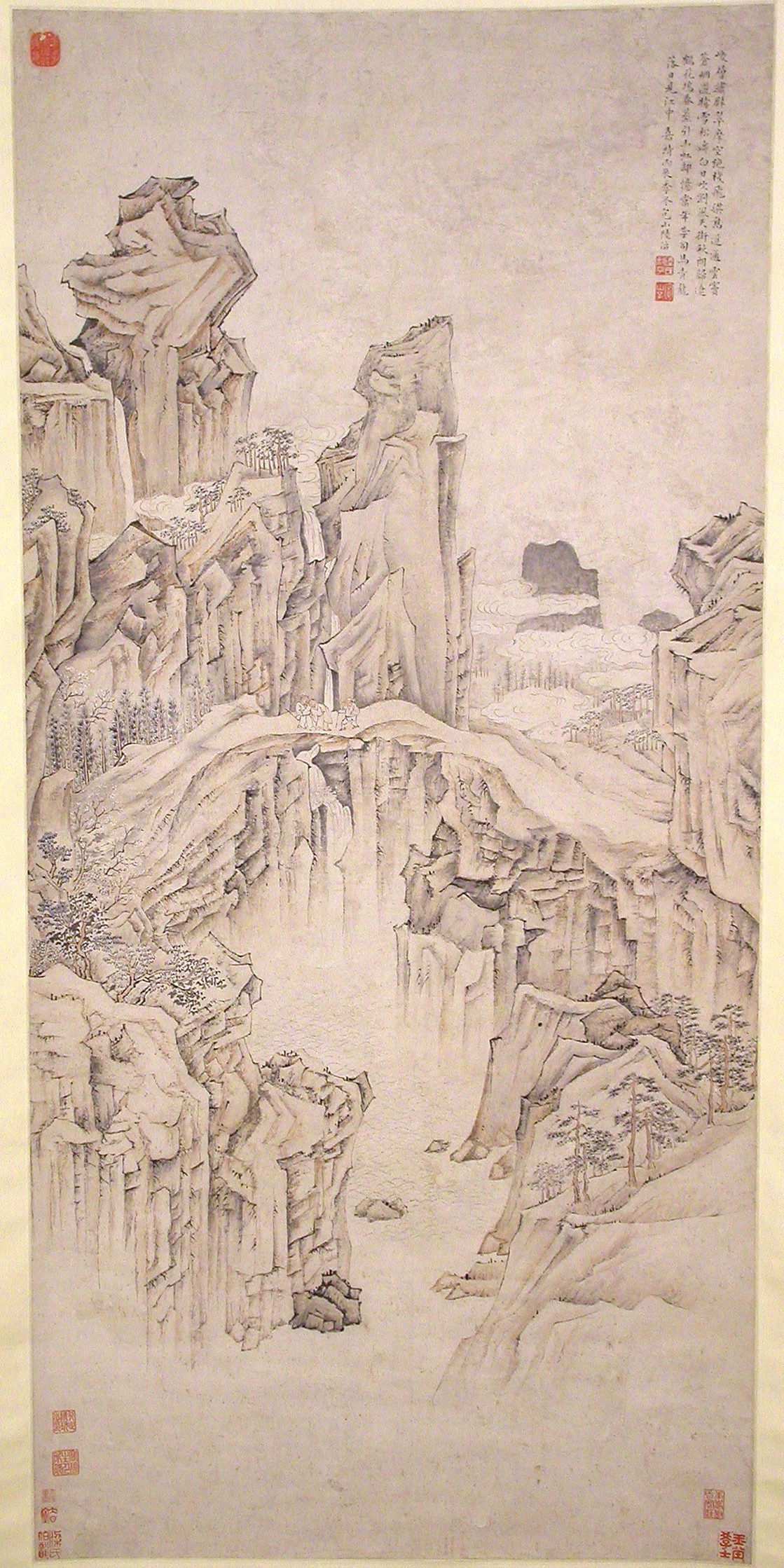
Natuurlijke rotsbrug, collectie Metropolitan Museum of Art
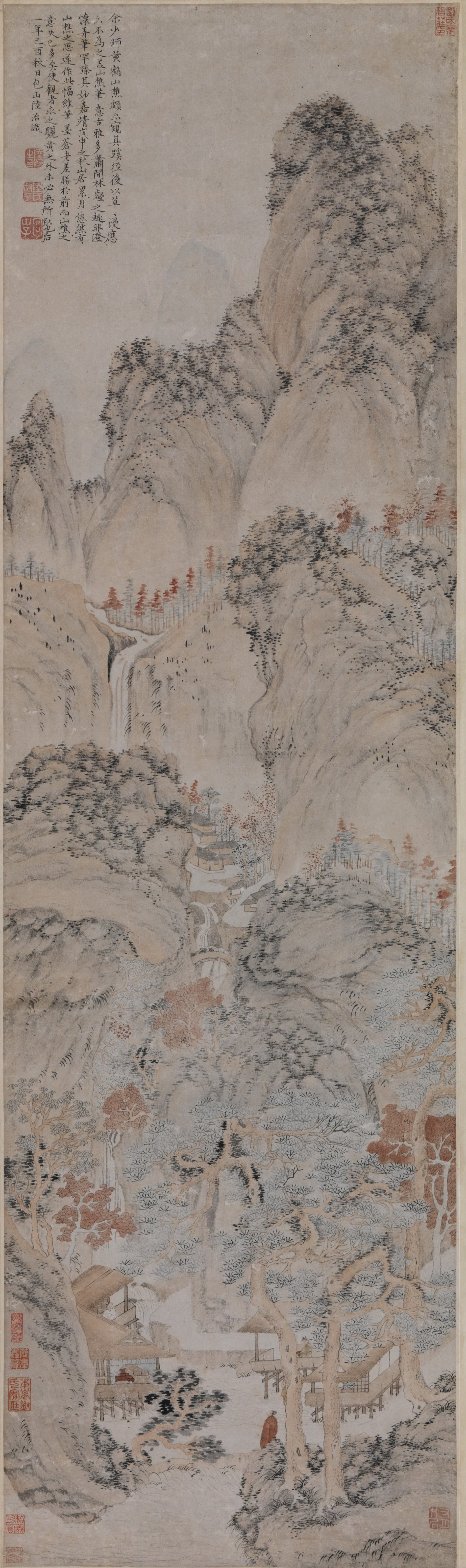
Landschap in de stijl van Wang Meng, collectie Hong Kong Museum of Art

- Gemeinsame Normdatei: 133119750
- International Standard Name Identifier: 0000 0000 8194 5372
- Library of Congress Control Number: nr96015918
- Nationale bibliotheek van Australië: 36720069
- Nederlandse Thesaurus van Auteursnamen: 192058959
- Trove: 1428674
- Union List of Artist Names: 500321776
- Virtual International Authority File: 3653437
- WorldCat: E39PBJdcDR7qjVyktCK4FDX68C